# Calcicola
Calcicola är ett släkte av tvåhjärtbladiga växter. Calcicola ingår i familjen Malpighiaceae.
Kladogram enligt Catalogue of Life:
| Calcicola | \| \| Calcicola parvifolia \| \| \| \| \| \| Calcicola sericea \| \| \| \| |
|           | \| \| Calcicola parvifolia \| \| \| \| \| \| Calcicola sericea \| \| \| \| |
|           | Calcicola parvifolia                                                       |
|           |                                                                            |
|           | Calcicola sericea                                                          |
|           |                                                                            |